# Gérard Moneyron
Gérard Moneyron, né le 17 janvier 1948 à Paris, est un coureur cycliste français, professionnel de 1970 à 1977.
Un reportage de Jacques Ertaud lui a été consacré.

## Palmarès

### Palmarès amateur
- 1968
  - 1re étape des Quatre Jours de Vic-Fézensac
  - 2e étape du Tour de l'Yonne (contre-la-montre)
  - 2e étape des Deux Jours cyclistes de Machecoul
  - 2e des Quatre Jours de Vic-Fézensac 
  - 3e du Grand Prix de France

### Palmarès professionnel
- 1970
  - 2e du championnat de France de poursuite
- 1971
  - Paris-Camembert
  - Boucles de la Seine
  - 2e du Grand Prix de Montauroux
  - 2e de la Promotion Pernod
- 1972
  - Prologue de l'Étoile des Espoirs
  - 3e de l'Étoile des Espoirs
  - 10e du Critérium du Dauphiné libéré
- 1973
  - 5e étape du Tour de Romandie
- 1974
  - 2e du Tour d'Indre-et-Loire
- 1975
  - 2e du championnat de France de poursuite
  - 3e du championnat de France sur route
- 1977
  - 3e du Grand Prix de Peymeinade

## Résultats sur le Tour de France
5 participations
- 1972 : 36e
- 1973 : 79e
- 1974 : 72e
- 1975 : 80e
- 1977 : hors délais (17e étape)